# Bouc-Bel-Air
Pour les articles homonymes, voir Bouc (homonymie) et Bel Air.
« Boucain » redirige ici. Pour l’article homophone, voir Bouquin.
Bouc-Bel-Air est une commune française située dans le département des Bouches-du-Rhône, en région Provence-Alpes-Côte d'Azur.

## Géographie

### Localisation
La commune est située entre Marseille, Gardanne et Aix-en-Provence, le vieux village est installé au sommet d'une petite colline. Depuis ce petit sommet, une vision de la chaîne de l'Étoile, la montagne Sainte-Victoire, et même du mont Ventoux les jours sans brume, est possible.

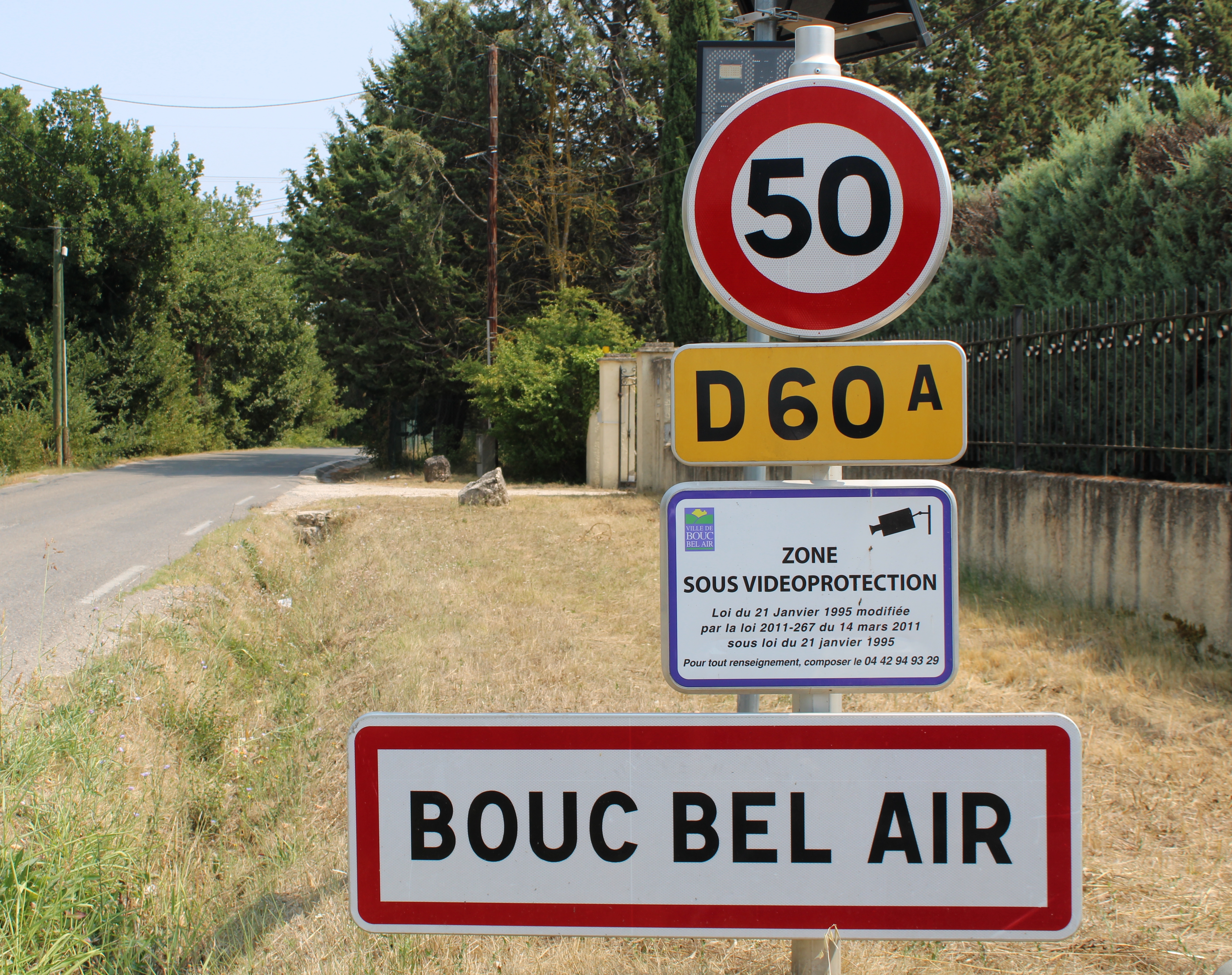
Entrée de la commune.

|                     | Aix-en-Provence      |                   |
| Cabriès             | Bouc-Bel-Air         | Gardanne          |
| Les Pennes-Mirabeau | Septèmes-les-Vallons | Simiane-Collongue |

### Géologie et relief

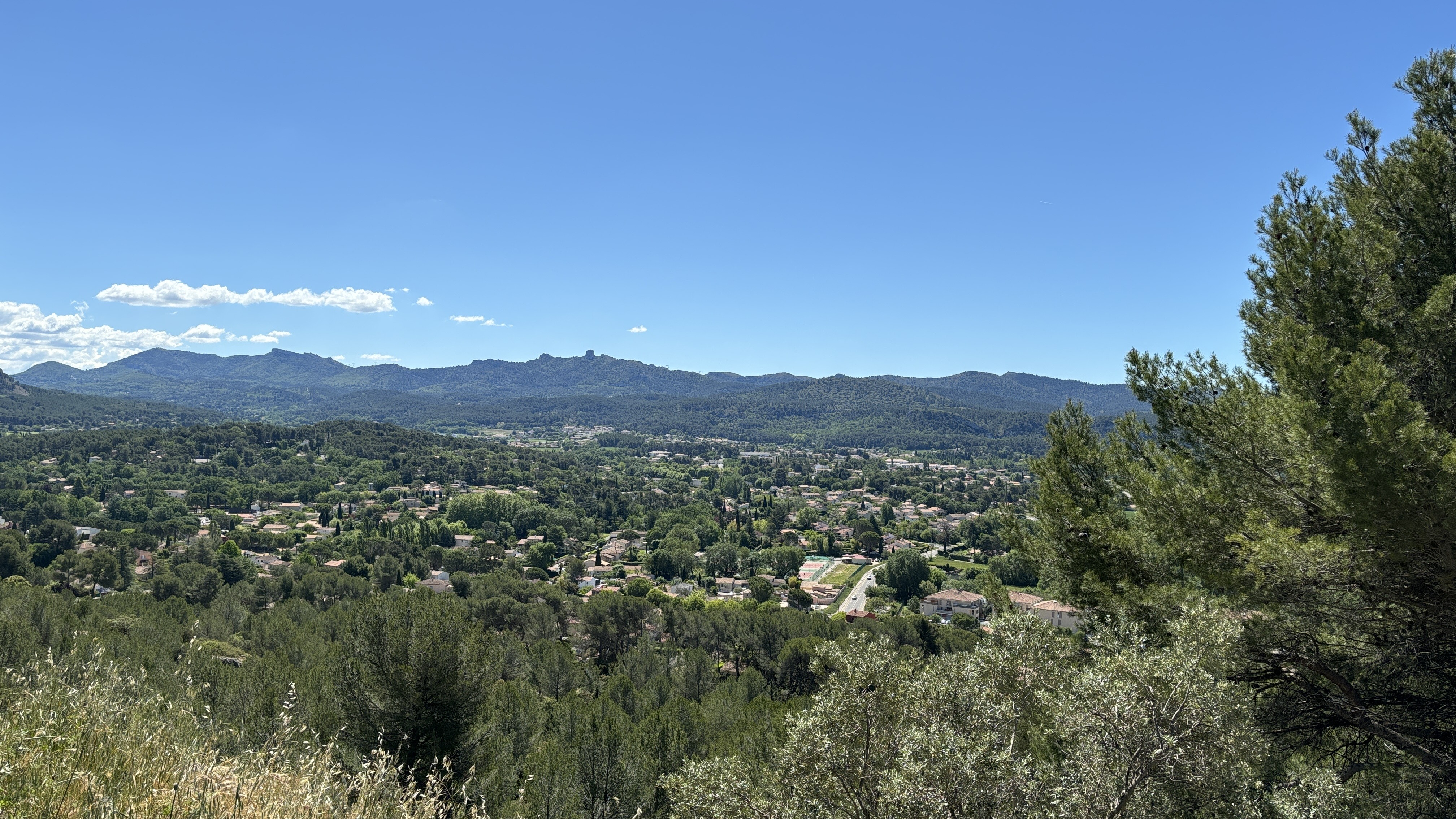
Panorama depuis le centre historique.

Bouc-Bel-Air est historiquement située sur le piton rocheux où est construit le château, qui culmine à 258 m d'altitude.
La commune comprend de nombreuses autres collines, comme celle des 3 Pigeons (233 m) au nord, celle du Bois de Jussieu (231 m) à l'ouest ou celle de la Salle (239 m) au sud. Elle est également bordée par la colline de Valabre au nord-est et les premiers contreforts du massif de l'Étoile au sud, avec notamment le Baou-Roux, qui culmine à 302 m, et le lieu-dit Sousquières.
Le point culminant de la commune est cependant au cœur de la forêt des Terres Blanches, la principale forêt de Bouc-Bel-Air, à 332 m d'altitude près du lieu-dit Peyrefuguette.

### Hydrographie
Bouc-Bel-Air est baignée par le Grand Vallat, qui prend sa source à Simiane-Collongue et parcourt la commune d'ouest en est, entre la Salle, le Pont de Bouc et San Baquis. Il se jette ensuite dans l'Arc au lieu-dit Saint-Pons. Il a comme affluent le vallat des Merentiers ainsi que de petits ruisseaux au régime d'oued. En amont de La Salle, il porte le nom de Vallat de Babol, ou même vallat du grand ruisseau sur les cartes IGN, vallat signifiant ruisseau en provençal. Le vallat de Babol tient son nom du Grand Babol, petite colline de Simiane en contrefort du Pilon du Roi. La plupart de ces affluents sont sur le bassin versant de l'Etoile. La zone des Chabauds et la petite Bastide était marécageuse et abondait des sources et des ruisseaux dont celui de la route de Rans et du Coulladou ( Cabries) réputé pour ses lavandières à la fin du XIXème siècle et qui se sont taris au fur et à mesure du drainage de la zone. Subsistent de petites zones marécageuse de la Petite Bastide et çà et là des joncs ou de la prêle ou du houblon dans des zones encore humides ( La Malle, le long des voies sous Lafarge ou à côté du SDIS).  La commune est également bordée, au nord-est, par la Luynes.
Bouc-Bel-Air possède sa propre station d'épuration, près de la déchetterie municipale, au bas de la colline de la chapelle Bonne-Mère, le long de la D 60a, ainsi qu'une annexe à San Baquis.

### Climat
Pour des articles plus généraux, voir Climat de Provence-Alpes-Côte d'Azur et Climat des Bouches-du-Rhône.
En 2010, le climat de la commune est de type climat méditerranéen franc, selon une étude du Centre national de la recherche scientifique s'appuyant sur une série de données couvrant la période 1971-2000. En 2020, Météo-France publie une typologie des climats de la France métropolitaine dans laquelle la commune est exposée à un climat méditerranéen et est dans la région climatique Provence, Languedoc-Roussillon, caractérisée par une pluviométrie faible en été, un très bon ensoleillement (2 600 h/an), un été chaud (21,5 °C), un air très sec en été, sec en toutes saisons, des vents forts (fréquence de 40 à 50 % de vents > 5 m/s) et peu de brouillards.
Pour la période 1971-2000, la température annuelle moyenne est de 13,7 °C, avec une amplitude thermique annuelle de 16,5 °C. Le cumul annuel moyen de précipitations est de 618 mm, avec 6,1 jours de précipitations en janvier et 1,8 jours en juillet. Pour la période 1991-2020, la température moyenne annuelle observée sur la station météorologique de Météo-France la plus proche, « Mimet », sur la commune de Mimet à 9 km à vol d'oiseau, est de 13,3 °C et le cumul annuel moyen de précipitations est de 725,2 mm. 
La température maximale relevée sur cette station est de 39,1 °C, atteinte le 28 juin 2019 ; la température minimale est de −13,4 °C, atteinte le 7 février 2012,,.
| Mois                                  | jan.          | fév.            | mars          | avril         | mai           | juin          | jui.          | août          | sep.          | oct.          | nov.            | déc.          | année      |
| ------------------------------------- | ------------- | --------------- | ------------- | ------------- | ------------- | ------------- | ------------- | ------------- | ------------- | ------------- | --------------- | ------------- | ---------- |
| Température minimale moyenne (°C)     | 1,6           | 1,3             | 3,8           | 6,3           | 9,8           | 13,3          | 15,7          | 15,8          | 12,5          | 9,7           | 5,3             | 2,5           | 8,1        |
| Température moyenne (°C)              | 5,7           | 6               | 9             | 11,6          | 15,6          | 19,5          | 22,3          | 22,2          | 18,1          | 14,2          | 9,3             | 6,4           | 13,3       |
| Température maximale moyenne (°C)     | 9,7           | 10,7            | 14,1          | 17            | 21,3          | 25,8          | 28,8          | 28,7          | 23,7          | 18,7          | 13,3            | 10,2          | 18,5       |
| Record de froid (°C) date du record   | −9,7 28.01.05 | −13,4 07.02.12  | −7,6 13.03.06 | −2,7 03.04.22 | −1,5 02.05.12 | 2,9 01.06.06  | 6,8 17.07.00  | 7,2 31.08.10  | 2,6 26.09.02  | −2 25.10.03   | −7,1 23.11.1999 | −9,5 30.12.05 | −13,4 2012 |
| Record de chaleur (°C) date du record | 19,7 28.01.08 | 20,3 18.02.1998 | 23,8 24.03.01 | 26,9 27.04.12 | 32,8 23.05.09 | 39,1 28.06.19 | 37,3 31.07.17 | 37,8 23.08.23 | 33,5 04.09.23 | 28,9 08.10.23 | 21,7 01.11.22   | 20,3 30.12.21 | 39,1 2019  |
| Précipitations (mm)                   | 66,4          | 41,4            | 40,7          | 68,9          | 54,3          | 38            | 16,4          | 36,7          | 96,9          | 97,2          | 100,3           | 68            | 725,2      |

| Diagramme climatique                                  |             |             |           |             |            |              |              |              |             |              |           |
| J                                                     | F           | M           | A         | M           | J          | J            | A            | S            | O           | N            | D         |
| 9,71,666,4                                            | 10,71,341,4 | 14,13,840,7 | 176,368,9 | 21,39,854,3 | 25,813,338 | 28,815,716,4 | 28,715,836,7 | 23,712,596,9 | 18,79,797,2 | 13,35,3100,3 | 10,22,568 |
| Moyennes : • Temp. maxi et mini °C • Précipitation mm |             |             |           |             |            |              |              |              |             |              |           |

Les paramètres climatiques de la commune ont été estimés pour le milieu du siècle (2041-2070) selon différents scénarios d'émission de gaz à effet de serre à partir des nouvelles projections climatiques de référence DRIAS-2020. Ils sont consultables sur un site dédié publié par Météo-France en novembre 2022.

## Urbanisme

### Typologie
Au 1er janvier 2024, Bouc-Bel-Air est catégorisée ceinture urbaine, selon la nouvelle grille communale de densité à 7 niveaux définie par l'Insee en 2022.
Elle appartient à l'unité urbaine de Marseille-Aix-en-Provence, une agglomération inter-départementale dont elle est une commune de la banlieue,. Par ailleurs la commune fait partie de l'aire d'attraction de Marseille - Aix-en-Provence, dont elle est une commune de la couronne,. Cette aire, qui regroupe 115 communes, est catégorisée dans les aires de 700 000 habitants ou plus (hors Paris),.

### Occupation des sols
L'occupation des sols de la commune, telle qu'elle ressort de la base de données européenne d’occupation biophysique des sols Corine Land Cover (CLC), est marquée par l'importance des territoires artificialisés (46,5 % en 2018), en augmentation par rapport à 1990 (32,5 %). La répartition détaillée en 2018 est la suivante : 
zones urbanisées (34,5 %), forêts (26,6 %), zones agricoles hétérogènes (16,2 %), zones industrielles ou commerciales et réseaux de communication (9,6 %), milieux à végétation arbustive et/ou herbacée (8,7 %), mines, décharges et chantiers (2,4 %), terres arables (2 %). L'évolution de l’occupation des sols de la commune et de ses infrastructures peut être observée sur les différentes représentations cartographiques du territoire : la carte de Cassini (XVIIIe siècle), la carte d'état-major (1820-1866) et les cartes ou photos aériennes de l'IGN pour la période actuelle (1950 à aujourd'hui).

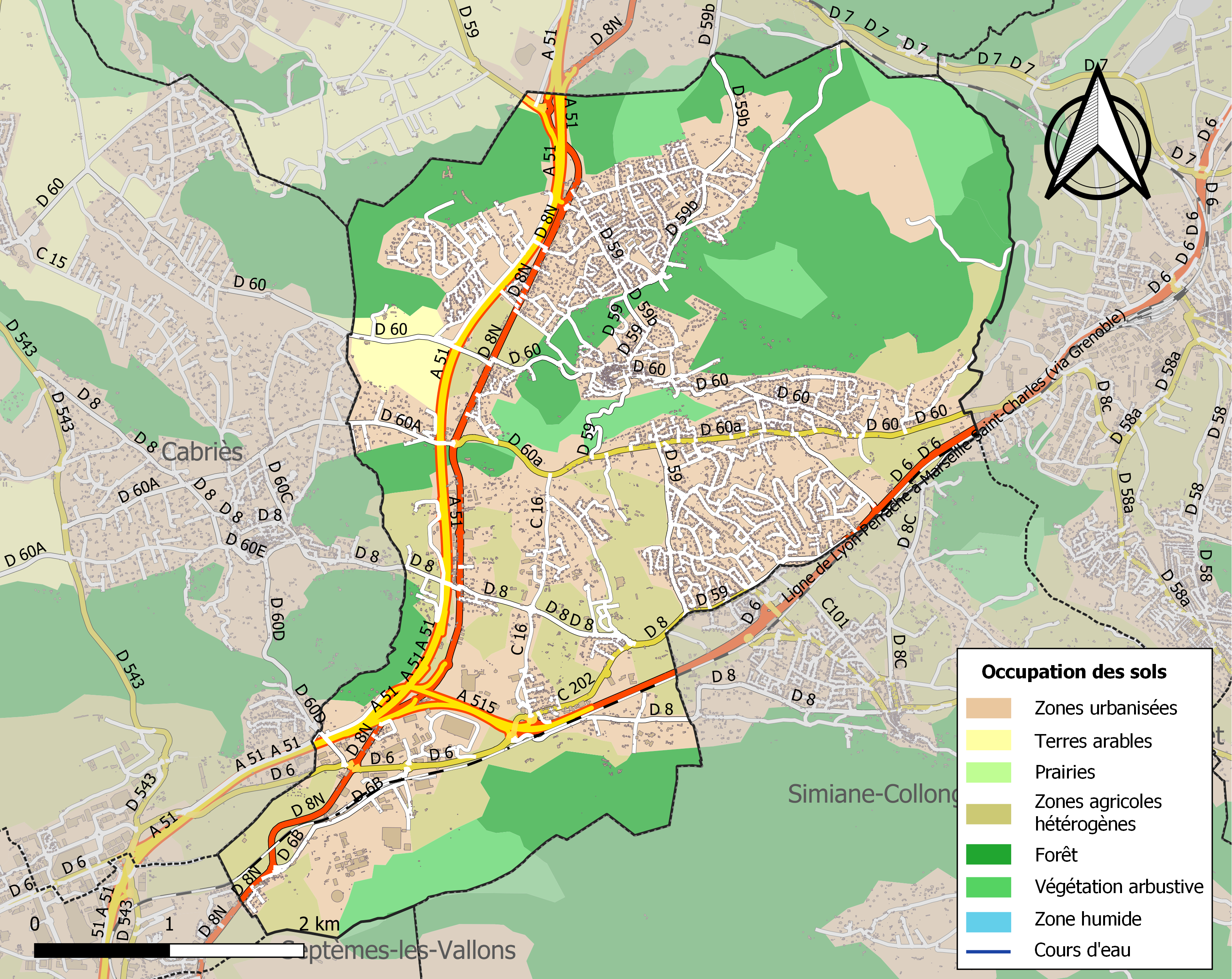
Carte des infrastructures et de l'occupation des sols de la commune en 2018 (CLC).

### Voies de communication et transports
Bouc-Bel-Air est traversée par la route nationale 8, route historique qui relie Aix-en-Provence à Toulon. La ville est également longée par l'A51 à l'ouest, la D 6 au sud, et la voie de chemin de fer entre Aix-en-Provence et Marseille au sud.
Trois lignes de bus la desservent : le L51 et L53 de Cartreize qui font la liaison Aix-Marseille en passant par la RN 8, et le bus Aix - Bouc-Bel-Air - Simiane - Mimet du Pays d'Aix.
La commune n'a plus de desserte ferroviaire. Les deux gares les plus proches sont Gardanne et Simiane-Collongue, sur la ligne TER Marseille - Aix-en-Provence - Briançon. La gare d'Aix-en-Provence TGV est à environ 20 kilomètres par voie routière, soit à égale distance de Marseille-Saint-Charles.
Transports aériens : aéroport de Marseille Provence (25 km).

## Toponymie
Bouc, (le Bel-Air date de 1907), dérive du latin Buccum qui signifie bouche ici pris dans le sens de passage, embouchure. En effet, Bouc-Bel-Air est en quelque sorte l'embouchure du pays d'Aix, à rapprocher de Port-de-Bouc : le port de l'embouchure. Une autre étymologie semble acceptée, ayant pour origine le vieux provençal Baouco, qui signifierait petit sommet. Les dictionnaires usuels ne semblent cependant connaître bauco/balca que dans le sens d'une graminée ou touffe d'herbe,.
Le nom de la commune en provençal est Bouc ou Bou. Le c final de l'ancien provençal a disparu en provençal moderne, mais ici il a pu être maintenu à titre euphonique en raison du nom officiel portée par la commune au XIXe siècle, Bouc-Albertas.

### Microtoponymie
- Baou Roux : baou désigne la falaise, par extension la colline qui la supporte.
- Montaury : variante de Pichaury (Püech Aury). Aury pourrait se référer soit à la couleur dorée (peu probable), soit au caractère venteux : colline venteuse. Auro = la brise (présent dans le nom de nombre de vents provençaux).
- Plan Marseillais : plan désigne une petite plaine fertile
- Grand Vallat : le vallat désigne un ruisseau. Grand implique qu'il coule toute l'année.
- Jussieu : le suffixe -ieu est remarquable ici, on le trouve davantage plus au nord (suffixe -acum marquant un lieu, sans doute sans rapport ici), il est souvent lié à la famille des Jussieu (région de Lyon où ce suffixe est fréquent) ayant donné plusieurs botanistes et une rue à Marseille. La colline à cet endroit est liée à la famille Leprince-Ringuet autre famille ayant donné de grand savants. Du vieux français judiu : juif, indique une origine possible hébraïque de la famille[18].
- San Baquis : San peut faire référence à un saint. Sambaqui est un amas de coquillage au brésil mais la racine est indigène[19]. Sambuquié désigne un sureau noir[20] (Sambucus nigra) nombreux ici, mais sambuco désigne aussi un passage étroit, comme le passage ici du Grand Vallat.
- Vallon du pegot : pego designe la poix noire (colle)[20].
- pibou : piboulado, sorte de champignon poussant sur les peupliers (pleurotes et non agaricus comme sur la source[20]) dont l'ensemencement et la récolte est évoquée encore en 2025 par quelques anciens dont des maraichers des Milles.[réf. souhaitée].

## Histoire

### Préhistoire et Antiquité
Les tout premiers Boucains de l'Histoire sont arrivés il y a 6 000 ans autour de la colline du Baou Roux, au sud de l'actuel village, peut-être près de la source du Trou d'Or qui y coule encore aujourd'hui.
Des fouilles ont établi un peuplement relevant de la culture couronnienne, entre -3200 et -2500.
Ils chassaient l'ours, le cerf et l'aurochs. Plus tard ils domestiquèrent le mouton sauvage et commencèrent à cultiver la terre. Plus tard encore, ils fondirent le bronze puis le fer ; de ces époques on retrouvera des outils, des bracelets et quelques épées. Un jour, pour des raisons de sécurité sûrement, les tribus fondèrent un oppidum au sommet du Baou Roux. C'est du haut de cette falaise qu'ils virent arriver les premiers commerçants grecs qui remontaient vers la vallée de la Durance.

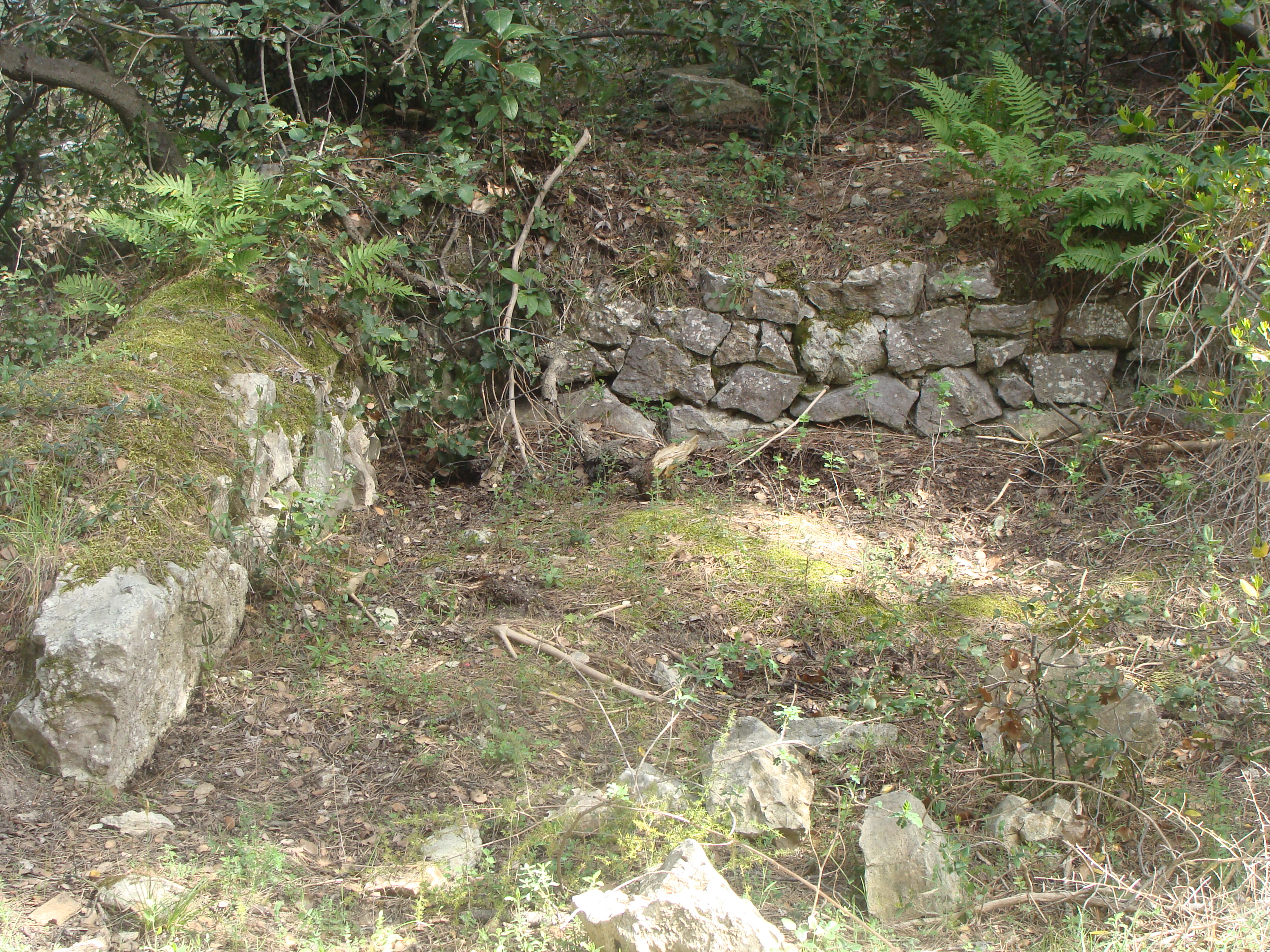
Vestiges d'habitations celto-ligures sur le site du Baou Roux.

La cité celto-ligure établie au Baou Roux fait partie du peuple salyen dont la capitale est Entremont, au nord de l'actuelle Aix-en-Provence. En 124 av. J.-C. l'oppidum tombe aux mains des Romains menés par le consul Caius Sextius Calvinus, qui la détruisent. Les survivants sont capturés et réduits en esclavage. Des villas gallo-romaines seront construites à Bel-Ombre, aux Revenants ou à Sousquières ; elles seront détruites à leur tour lors des invasions barbares comme de très nombreuses autres sur les communes actuelles voisines (La Trébillanne à Cabries, où l'on peut voir sa maquette).

### Moyen Âge
Les Boucains ne sont que quelques rares familles de paysans regroupés dans de petits hameaux protégés par de frêles palissades de bois. Ils chassent le cerf et le sanglier, cultivent la fève, le pois-chiche et des céréales, et élèvent de maigres troupeaux de moutons et de porcs souvent décimés par les loups. Pillards et barbares infestent le pays, et les hameaux ne résistent pas aux charges des guerriers sarrasins ou lombards, ni des troupes franques de Charles Martel, de passage en 737 pour remettre de l'ordre en Provence.
Après le règne de Charlemagne, les Boucains entreprennent de construire une place forte autour de l'éperon rocheux. Les maisons se terrent ensuite derrière ce rocher protecteur, et quand les envahisseurs reviennent piller les greniers, les Boucains, prévenus par les guetteurs, se feront guerriers pour défendre leurs biens.
À la fin du Xe siècle, Bouc-Bel-Air s'appelle Bucco et est un des nombreux domaines des comtes de Provence. La communauté compte une centaine d'âmes : leur nombre augmente rapidement au XIe siècle. On défriche les forêts, on assèche les marécages. De riches domaines agricoles s'installent dans les vallées de Siège et de Sousquières, quelques maisonnées voient le jour aux quartiers de la Croix d'Or et du Pin. La fortification du rocher de Bouc se transforme peu à peu en un fier château féodal défendu par une garnison des comtes de Provence : on l'appelle alors Castrum Bucco.
C'est également à cette époque qu’est construite l'église paroissiale Saint-André par les moines du prieuré de Sousquières. Au fil des ans elle est largement transformée mais le porche, lui, n'a jamais changé. Il faut attendre 1763 pour voir le premier curé permanent de la paroisse.
Puis ce furent les guerres d'héritage entre les seigneurs de Provence. En l'an 1113, Peyre et Raymon de Bouc choisirent de soutenir le comte Raimond Bérenger. Cette fidélité aux comtes de Provence ne se démentira jamais ; en 1205 la garnison de Bouc repoussera les troupes de Raimond des Baux qui les assiégeaient.
La mort de la reine Jeanne Ire ouvre une crise de succession à la tête du comté de Provence, les villes de l’Union d'Aix (1382-1387) soutenant Charles de Duras contre Louis Ier d'Anjou. Le roi de France, Charles VI, intervient et envoie le sénéchal de Beaucaire, Enguerrand d'Eudin, qui fait la conquête de Bouc-Bel-Air à l’été 1383. Lorsque Louis Ier meurt et que sa veuve, Marie de Blois, arrive en Provence pour défendre les droits de son fils Louis II, elle réclame que le sénéchal lui cède la ville, ce qu’il refuse par instruction du roi de France.

### Période moderne
Le 4 septembre 1589 eut lieu la plus sanglante bataille dans l'histoire de Bouc. C'est l'époque des guerres de religion, et la garnison de Bouc est restée fidèle au futur roi Henri IV alors que Marseille et Aix lui sont opposés. Le baron Hubert de Garde de Vins assiège Castrum Bucco depuis la veille, mais les maigres troupes d'Autric des Mées refusent de se rendre. Le baron lance, ce matin du 4 septembre, un ultime assaut, mais la garnison de Bouc le repousse encore. Les troupes manœuvrent en repli, quand un coup d'arquebuse tiré de nulle part tue Autric des Mées. Les troupes se rendent alors à Hubert de Vins qui leur promet la vie sauve. Toutefois, ils seront quand même pendus, et le corps d'Autric des Mées subira le même sort.
Fief érigé en marquisat pour les Seguiran en 1690, et leurs héritiers la famille Albertas. La localité prend même le nom d'Albertas au XVIIIe siècle. Le plus célèbre d'entre eux est Jean-Baptiste d'Albertas, marquis de Bouc. C'est à lui que l'on doit les jardins qui portent son nom : bassins, fontaines, statues, jets d'eau et verdure. La construction d'un château ne vit jamais le jour : le marquis d'Albertas est mortellement poignardé le 14 juillet 1790 à Gémenos, lors d'un repas qu'il offrait aux volontaires de la Garde Nationale.
L'histoire la plus romantique trouvée dans les livres de Bouc se déroule à cette époque. Elle commence dans un bourg aux toits d'ardoise, planté dans une vallée des Alpes, en 1749, un couple sort de l'hostellerie. Lui est un aventurier vénitien coureur de jupons qui écrit plus tard ses Mémoires, il s'appelle Giovanni Giacomo Casanova di Seingalt. Elle, se fait appeler Henriette Anne d'Arc, elle a 27 ans et voyage sous un faux nom pour échapper à un mariage auquel sa noble famille provençale la destine. Leur idylle ne dure que quelques mois, jusqu'à ce jour de février 1750 où Henriette part de Genève en laissant un mot d'adieu à Casanova. La jeune femme rentre bientôt chez elle, en Provence. Elle s'appelle en réalité Marie Anne d'Albertas, parente de Jean-Baptiste d'Albertas. Deux ans après sa fugue, elle épouse François Bougerel de Fontienne.
Leur histoire aurait pu s'arrêter à Genève mais Casanova garda toujours dans son cœur le souvenir de celle qu'il ne connaissait que sous un nom d'emprunt. En 1763, il tente de la retrouver en pays d'Aix. En mai 1763, il fait route vers Aix en empruntant la voie qui deviendra la RN8, quand une roue de son carrosse se brise, non loin du hameau de la Croix d'Or, près de l'auberge du Loup Rampant. Un valet court jusqu'à la demeure des d'Albertas quérir l'aide des domestiques. Le seigneur invite Casanova à attendre chez lui le temps de la réparation. Il revoit alors celle qu'il cherche, mais ne la reconnaît pas : elle avait vieilli bien sûr, et surtout elle se présente à lui le visage couvert d'une voilette. Elle ne se découvre pas, à l'époque de cette seconde rencontre elle est mariée et mère de trois enfants. Et Casanova quitta Bouc-Bel-Air sans imaginer qu'il venait de voir l'une des rares femmes de sa vie de Don Juan, peut-être la seule, dont il ait été réellement amoureux.

### Révolution française
La Révolution française se déroule sans violence à Bouc-Bel-Air. En 1790, on saisit les biens de l'église Saint-André ainsi que les domaines de Siège et le Prieuré de Sousquières qui appartenaient à l'abbaye Saint-Victor. L'église devient brièvement Temple de la Raison, et le jardin du presbytère abrite le cimetière du village. Dans l'ensemble, les Boucains sont favorables aux idées révolutionnaires ; seuls le Temple de la Raison et la constitution d'un clergé civil n'étaient pas à leur goût. Ils sont nombreux à sortir, la nuit, écouter les prêtres réfractaires.
Au printemps 1790, la bataille semble inévitable dans la plaine du Pin. Le régiment de Vexin, révolutionnaire, est opposé à l'autre régiment du Royal Marine, resté fidèle au roi. Mais un homme court vers eux : il s'appelle Jean Espariat, il est maire d'Aix-en-Provence, et tente de ramener les esprits à la raison pour éviter la lutte fratricide. Il crie longtemps, et personne ne réagit, puis d'un coup, il hurle Puisque mes paroles sont impuissantes, je veux mourir avec vous !. Il déchire sa chemise à jabot, et s'égosille Faites feu maintenant !. Finalement, la bataille n'a pas lieu.
À Bouc, le comité de surveillance est institué en 1793, et siège dans le local contre l'église où Marie-France a longtemps vendu son poisson. Il se recrute en partie chez les simples paysans, parfois illettrés, et son institution marque en quelque sorte l’apogée démocratique de la Révolution. Outre ses fonctions de surveillance, il s’attache particulièrement à assurer la subsistance de ses concitoyens, et notamment l’approvisionnement en grains.
Le seul affrontement oppose les révolutionnaires aux partisans du roi en l'an VI de la République (1797).
À la Révolution, Bouc change de nom. En 1767, Bouc était devenu Albertas par ordonnance de Louis XV.
Après la Révolution, le village reprend partiellement son nom original et s'appellera Bouc-Albertas.
Enfin, en 1907, à la demande de l'administration (postale notamment), un arrêté préfectoral ajoutera "Bel-Air" au nom de "Bouc", ceci pour éviter les confusions avec Port-de-Bouc. Le choix de Bel-Air reste toutefois matière à discussions: certains prétendent que cet ajout correspond à l'habitude qu'avaient les Gardannais de venir à Bouc pour y respirer un "bel air" puisque l'air de leur propre village était pollué par les usines ; selon d'autres sources, cet ajout trouverait plutôt son explication dans la présence de nombreux estivants marseillais s'installant dans la commune l'été, ceci pour échapper aux températures étouffantes qui envahissaient la cité phocéenne.

## Politique et administration

### Tendances politiques et résultats
Au cours des dernières années, les tendances ont penché vers Richard Mallié, l'actuel maire de BBA (2019/2020).

### Liste des maires

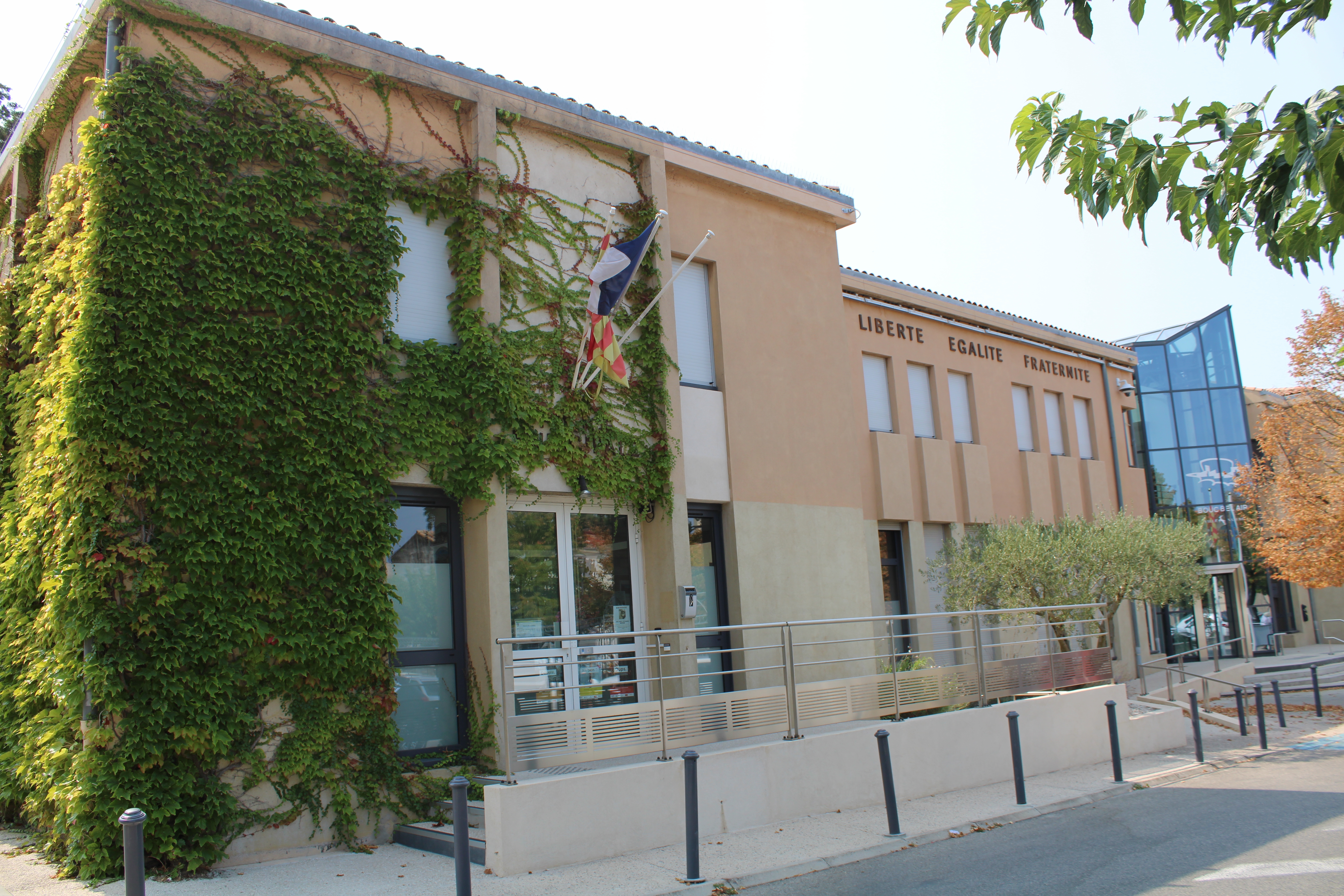
L'Hôtel-de-Ville.

Liste de l'ensemble des maires qui se sont succédé à la mairie de Bouc-Bel-Air :

### Politique de développement durable
La ville a engagé une politique de développement durable en lançant une démarche d'Agenda 21 en 2008.

## Population et société

### Démographie
L'évolution du nombre d'habitants est connue à travers les recensements de la population effectués dans la commune depuis 1793. Pour les communes de plus de 10 000 habitants les recensements ont lieu chaque année à la suite d'une enquête par sondage auprès d'un échantillon d'adresses représentant 8 % de leurs logements, contrairement aux autres communes qui ont un recensement réel tous les cinq ans,.

En 2022, la commune comptait 15 367 habitants, en évolution de +6,15 % par rapport à 2016 (Bouches-du-Rhône : +2,48 %, France hors Mayotte : +2,11 %).
| 1793  | 1800  | 1806  | 1821  | 1831  | 1836  | 1841  | 1846  | 1851  |
| ----- | ----- | ----- | ----- | ----- | ----- | ----- | ----- | ----- |
| 1 506 | 1 413 | 1 268 | 1 344 | 1 407 | 1 327 | 1 320 | 1 299 | 1 321 |

| 1856  | 1861  | 1866  | 1872  | 1876  | 1881 | 1886 | 1891 | 1896 |
| ----- | ----- | ----- | ----- | ----- | ---- | ---- | ---- | ---- |
| 1 321 | 1 275 | 1 168 | 1 159 | 1 062 | 938  | 933  | 908  | 895  |

| 1901 | 1906 | 1911 | 1921 | 1926 | 1931 | 1936 | 1946  | 1954  |
| ---- | ---- | ---- | ---- | ---- | ---- | ---- | ----- | ----- |
| 798  | 825  | 813  | 794  | 743  | 842  | 867  | 1 159 | 1 606 |

| 1962  | 1968  | 1975  | 1982  | 1990   | 1999   | 2006   | 2011   | 2016   |
| ----- | ----- | ----- | ----- | ------ | ------ | ------ | ------ | ------ |
| 2 158 | 3 210 | 4 533 | 8 714 | 11 512 | 12 297 | 13 711 | 13 761 | 14 477 |

| 2021   | 2022   | - | - | - | - | - | - | - |
| ------ | ------ | - | - | - | - | - | - | - |
| 15 248 | 15 367 | - | - | - | - | - | - | - |

### Enseignement
On trouve à Bouc-Bel-Air quatre groupes scolaires composés d'écoles maternelles et élémentaires :
- l'école de la Bergerie, maternelle et élémentaire, aux alentours de la Mounine, au nord de la commune ;
- l'école des Pins, maternelle et élémentaire, à proximité des Terres Blanches, près du centre-ville ;
- l'école de la Salle, maternelle et élémentaire, située près du centre commercial de la Salle ;
- l'école des Chabauds, maternelle et élémentaire, située au sud, près de la zone industrielle.

Le centre de loisirs sans hébergement est situé à l’espace Virginie Dedieu.
On y trouve aussi un collège (le collège Georges-Brassens) qui accueille environ 650 élèves.
Les deux lycées les plus proches sont le lycée Marie-Madeleine-Fourcade de Gardanne et le lycée international Georges-Duby situé à Luynes.

### Sports et loisirs

#### Évènements

##### Course de Côte Régionale de Bouc
Chaque année, le lundi de Pâques, se déroule la Course de côte régionale, organisée par l'ASA d'Aix-en-Provence. Le départ se situe sur la D 59, appelée aussi « Route sous le Crêt » ou « Chemin de la Baume du Loup », et l'arrivée se trouve à proximité du centre-ville où se situent les parcs concurrents. D'une longueur de 800 mètres, ce qui en fait l'une des plus courtes de la région, et d'une pente moyenne de 9 %, le record de la montée est détenu par Jean-Claude Morel sur Reynard 90D en 34 secondes et 79 centièmes.
La mairie de Bouc-Bel-Air participe activement à ce grand événement. D'ailleurs, pour compenser la pollution engendrée par le sport automobile, la mairie et l'ASA d'Aix-en-Provence plantent chaque année de jeunes arbres.
Bouc-Bel-Air accueillait également les vérifications et le départ officiel du rallye Mistral, autre épreuve organisée par l'ASA d'Aix-en-Provence, sur le site du complexe Guy-Drut, chaque avant-dernier samedi de novembre entre 1994 et 2010. Depuis, le départ officiel est donné à Rognes.

##### Mission Impossible et le Grand Défi
Mission Impossible est une grande journée sportive destinée aux jeunes. Sous la forme d'un immense jeu de piste, ils participent, par équipes de cinq, à des épreuves sportives ou intellectuelles telles que le mur d'escalade, la tyrolienne... Mission Impossible a lieu au complexe sportif Guy-Drut.
Le Grand Défi se déroule sur le même principe mais est proposé aux adultes, avec des jeux beaucoup plus éprouvants et notamment la grande épreuve de la vachette. Les épreuves ont lieu au centre-ville et à l'ancien stade du Moussou.

##### Les Boucles Bel Air
Les Boucles Bel Air sont une course à pied dans les collines de Bouc-Bel-Air. En 2012 étaient proposés quatre circuits : 
- une boucle de 1 km destinée aux jeunes jusqu'à 14 ans,
- une boucle de 2 km destinée aux jeunes jusqu'à 14 ans,
- une boucle de 5 km destinée aux adultes,
- une boucle de 12 km destinée aux adultes.

#### La Bike Bel Air
La bike Bel Air est une randonnée à VTT organisée par le Bike Bel Air Club. En 2012 étaient proposés :
- deux circuits Randuro pour les cyclistes expérimentés et avec des protections,
- quatre spéciales de descente,
- deux circuits sur route de 60 et 90 km,
- quatre parcours de VTT de 18 km et 300 m de dénivelé, 28 km et 600 m de dénivelé, 38 km et 900 m de dénivelé et 48 km et 1 150 m de dénivelé.

#### Les équipements sportifs
Principaux lieux de pratique sportive à Bouc Bel Air :
- le complexe sportif municipal Guy-Drut, au sud de la ville, qui comprend un gymnase, une salle polyvalente (sports de ballons et de raquettes), une piscine semi-olympique, un terrain de football avec ses propres vestiaires, un skate-park et un mini terrain multisports ;
- le complexe municipal des Terres Blanches situé tout près du centre ville (dojo, salle de musculation, salle polyvalente et gymnase) ;
- l'espace public des Revenants (court de tennis et un mini terrain multisports) ;
- les installations privées du Décathlon Village situé à La Petite Bastide (salles indoors - squash, surf, chute libre, arts martiaux, aquagym, etc. - foot en salle, padel, athlétisme, mini-terrains, équitation, tennis, escalade golf, mini-golf, vélo, etc.) ;
- les courts de tennis privés du Tennis Club Bouc-Bel-Air, au quartier la Salle.

#### Les clubs sportifs
| Nom                      | Activité                                       | Championnats séniors | Remarques                                    |
| ------------------------ | ---------------------------------------------- | -------------------- | -------------------------------------------- |
| Bike Bel Air Club        | VTT, vélo de route                             |                      |                                              |
| BBAVB                    | Volley ball                                    | Pré-Nat              | Complexe Guy-Drut                            |
| Tennis Club Bouc-Bel-Air | Tennis                                         |                      | Courts au quartier La Salle                  |
| Nautil Club Boucain      | Natation                                       |                      | Complexe Guy-Drut                            |
| BHB                      | Handball                                       | Nationale 2          | Complexe Guy-Drut                            |
| JCBBA                    | Judo                                           |                      | Terres Blanches                              |
| CCS                      | Arts martiaux, danse, gymnastique, tir à l'arc |                      | Terres Blanches                              |
| USSB                     | Basketball                                     | Excellence régionale | Terres Blanches                              |
| Boucain Badminton Club   | Badminton                                      |                      | Terres Blanches                              |
| ASBBA                    | Football                                       | PHB                  | Stade de Montaury, près du complexe Guy-Drut |

### Cultes
La paroisse de Bouc-Bel-Air fait partie de l'unité pastorale de l'Arbois et du diocèse d'Aix. Les messes sont célébrées le dimanche matin en l'église Saint-André.
L'église Réformée Baptiste du Pays d'Aix (sise 209 rue du Bouleau) est une église protestante domiciliée à Bouc-Bel-Air. Les cultes sont célébrés le dimanche matin.
La communauté israélite se réunit à la synagogue, située à la Salle. Le rabbin est Michel Attali.
Il existe également une chapelle œcuménique, également à la Salle, qui accueille catholiques, protestants, juifs et même les Francs-Maçons. Fondée en 1970, elle est actuellement fermée pour raisons de sécurité.

L'église Saint-André
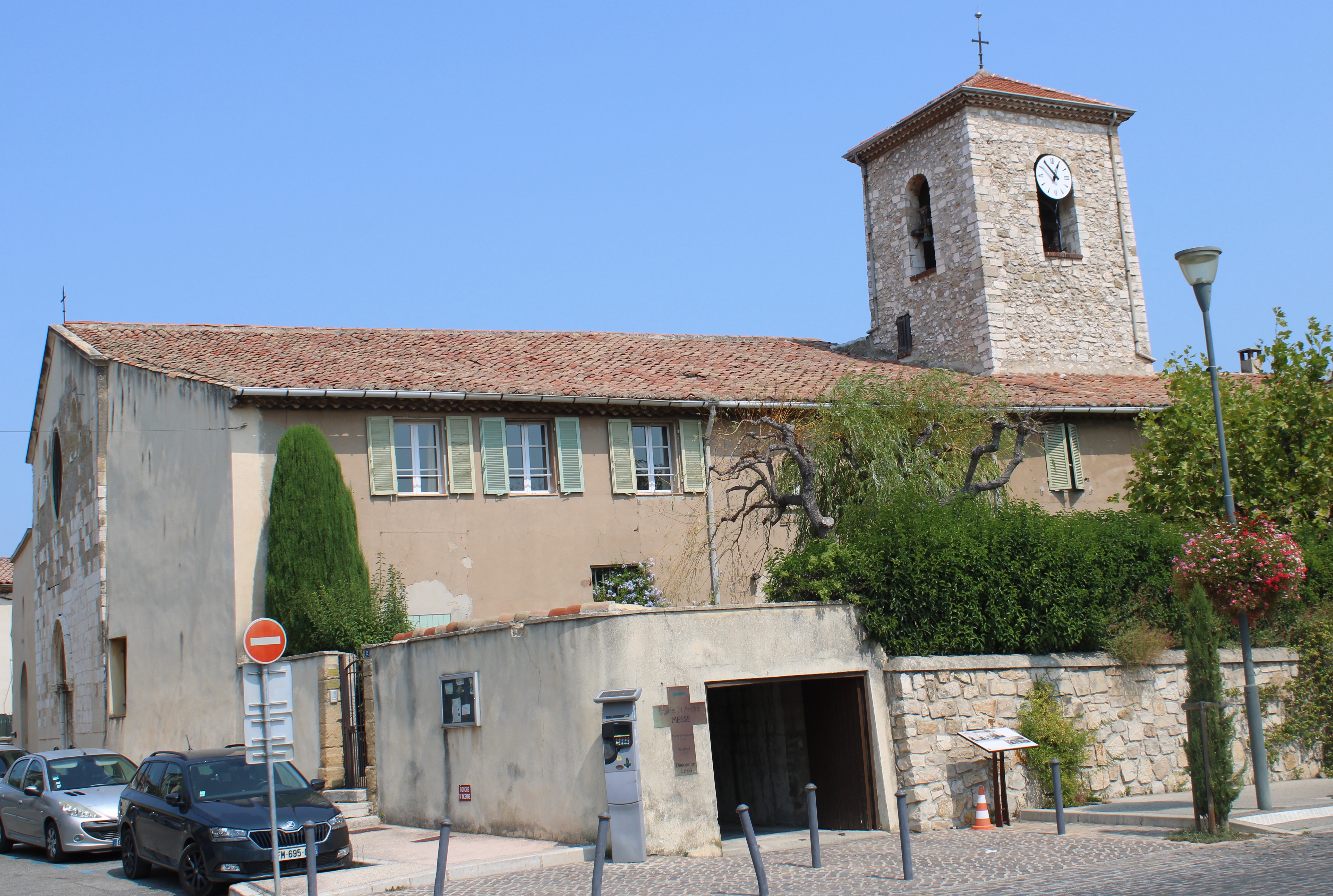
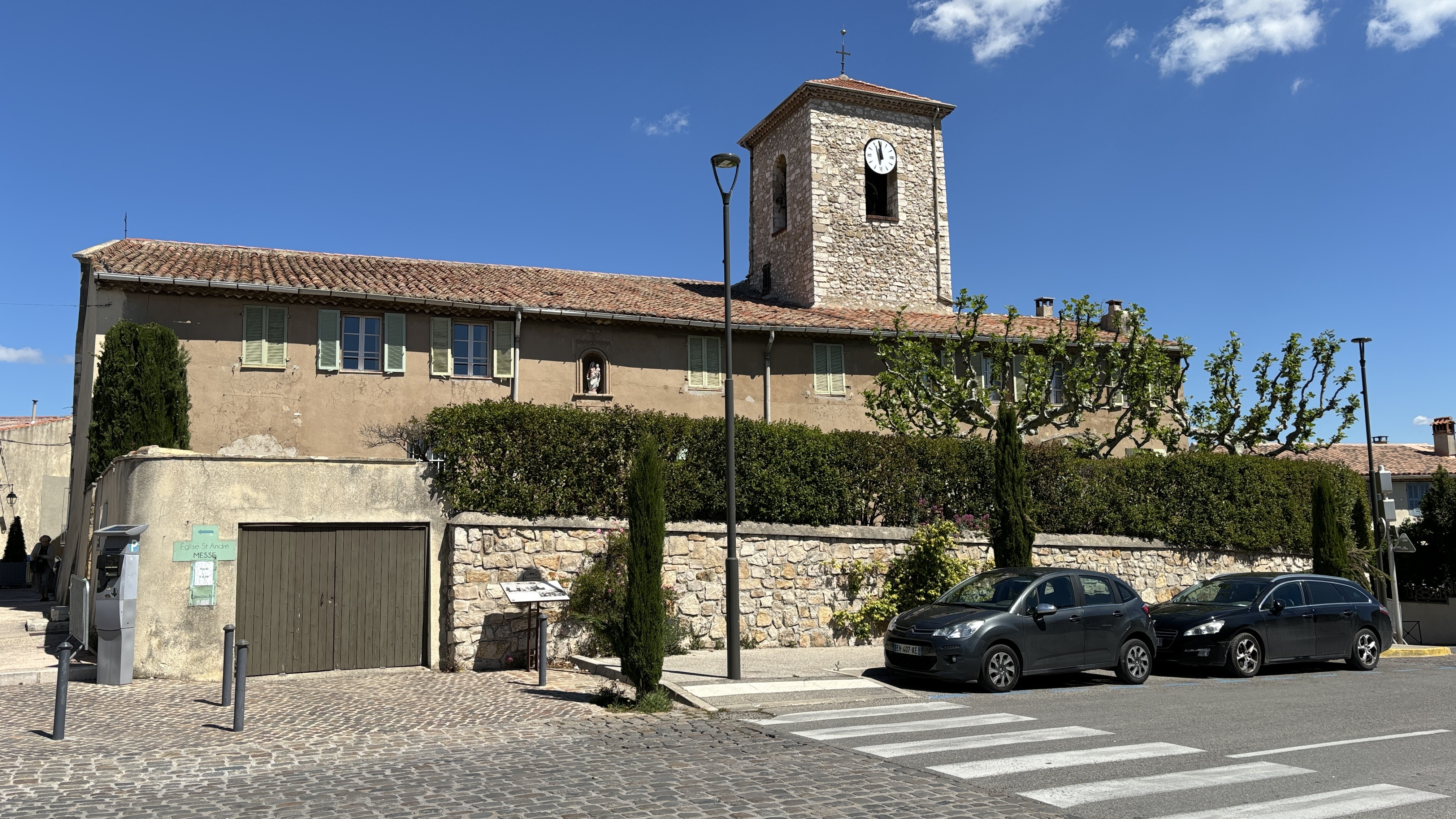

## Économie
Le Plateau de Mangegarri, situé dans la partie haute de la commune, abrite sur une surface d'environ 30 hectares les bassins de rétention des boues rouges issues du traitement de la bauxite par l'usine de Gardanne pour la production d'alumine.

## Culture et patrimoine

### Lieux et monuments
- Les Jardins d'Albertas. Construits par le marquis Jean-Baptiste d'Albertas, qui rêvait d'y voir son château, les Jardins sont splendides : bassins, jets d'eau, grotte de verdure... Ils sont le théâtre chaque année d'un certain nombre de manifestations, comme le Bal de Promo du lycée Duby de Luynes, des concerts de musique classique, ou encore les Journées des Plantes qui réunissent pendant trois jours commerçants et amateurs du monde végétal.
- L'église Saint-André fut construite au XIe siècle, et largement transformée depuis. Seul le porche reste de la construction originale,  Inscrit MH (1930, Le portail)[33].

Son orgue est réputé et de nombreux concerts sont donnés.
- Site de Mange-Garri (43° 28′ 03″ N, 5° 26′ 09″ E). Localisé près du vallon d'Ancorse dans la forêt doméniale de Bouc Bel Air sert de zone de stockage des boues rouges solides issues de la production d'alumine de l'usine Alteo installée à Gardanne. Depuis 2017, ce site est reconnu par la communauté scientifique internationale comme ECSHS Level 1 (Environmental Site Characteristic Highly Symbolic) pour l'étude de l'impact environnemental du stockage de déchets industriels périlleux à proximité des zones d'habitations (Ref. CNRS: AudiEnv.2017-03).
- Le château Castrum de Bucco. Au départ simple palissade de bois, le château a évolué pour devenir un vrai château féodal. Aujourd'hui, il accueille fréquemment des expositions.
- La chapelle Bonne-Mère ou Notre-Dame-de-l'Espérance. Située sur un point de vue, à l'ouest du vieux village, au cœur de la forêt, la chapelle est encore un lieu de petit pèlerinage. Juste à côté se trouve le moulin à vent qui jadis servait à toute la ville.
- La Babiole, grande bastide du XVIIIe, parc classé « Ensemble Arboré Remarquable ».

Dans son parc, eut lieu le 18 janvier 1842, sous la Monarchie de juillet, un duel entre Polycarpe Anne Nicolas Levasseur, sénateur du Second Empire et Antoine Arrighi qui se solda par la mort de ce dernier.

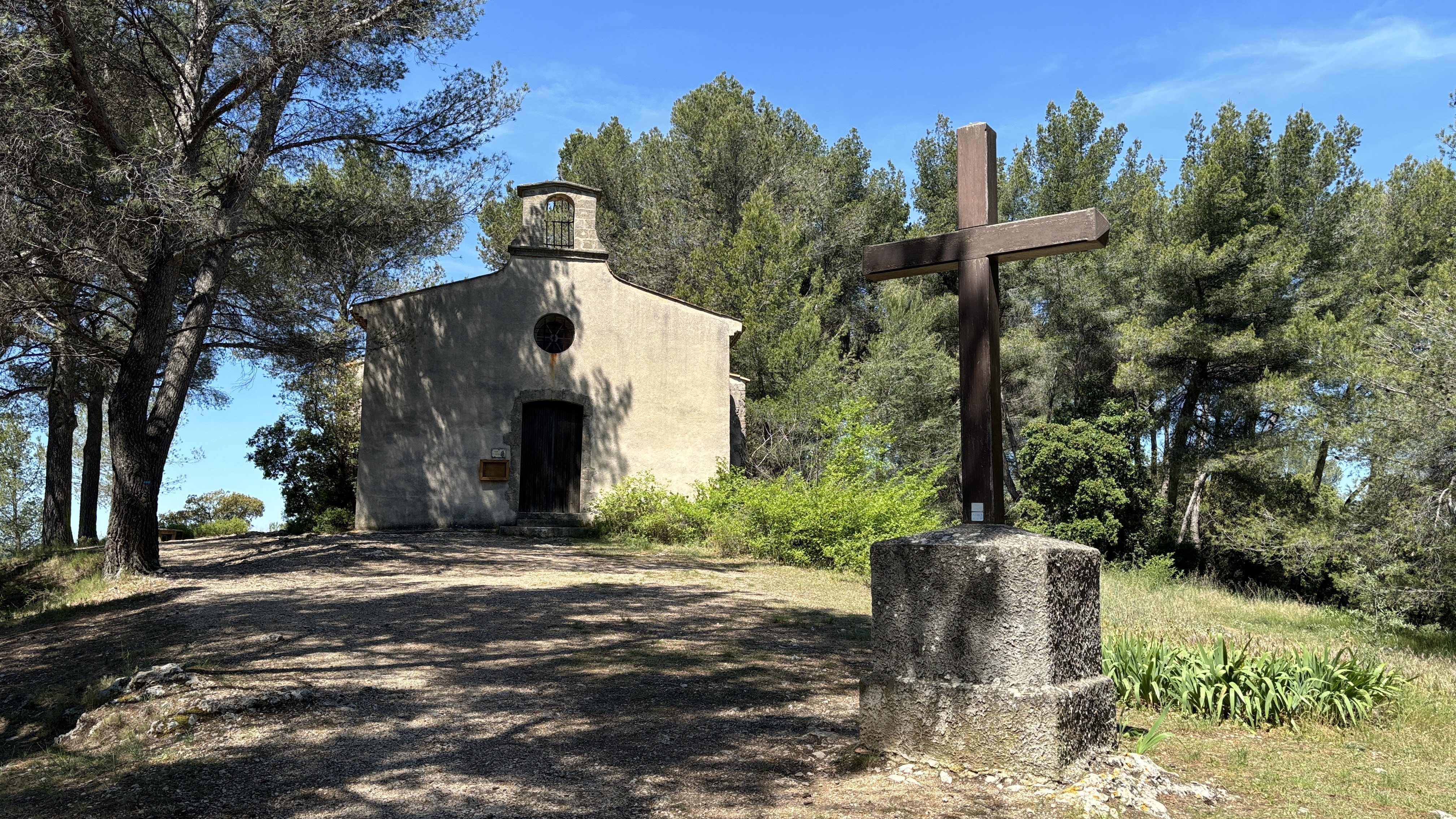
Notre-Dame-de-l'Espérance
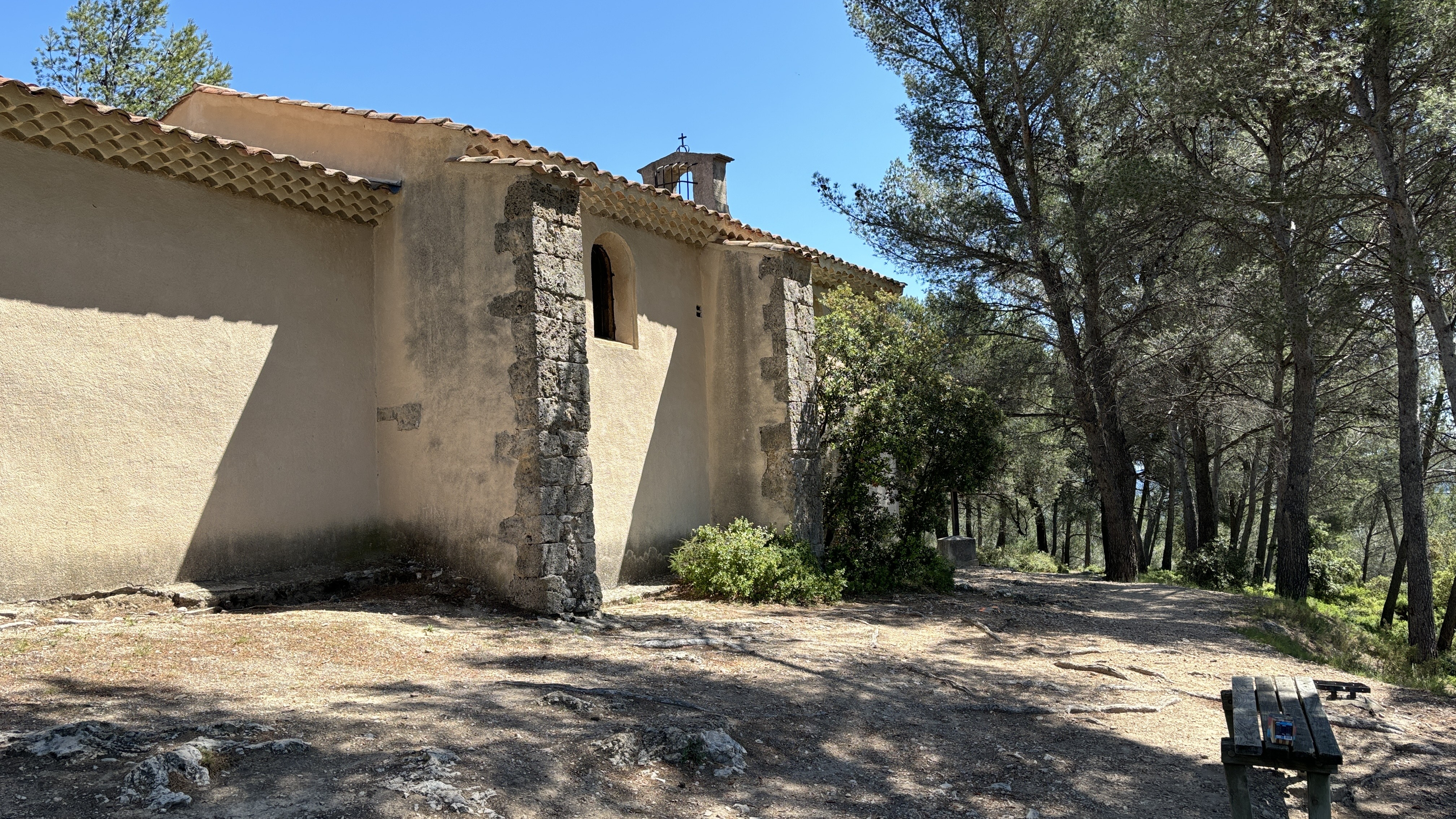
Notre-Dame-de-l'Espérance
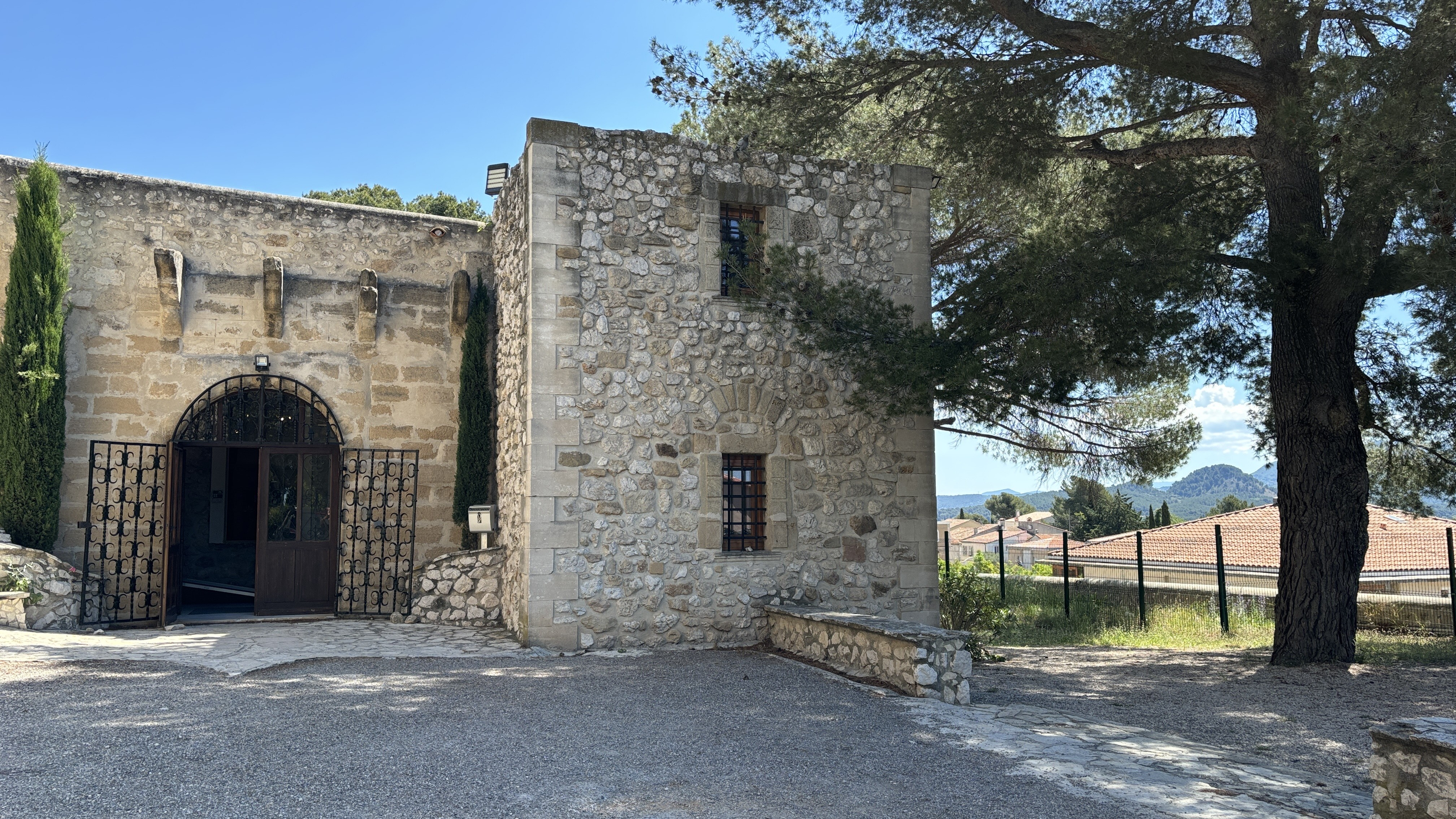
Château Castrum de Bucco
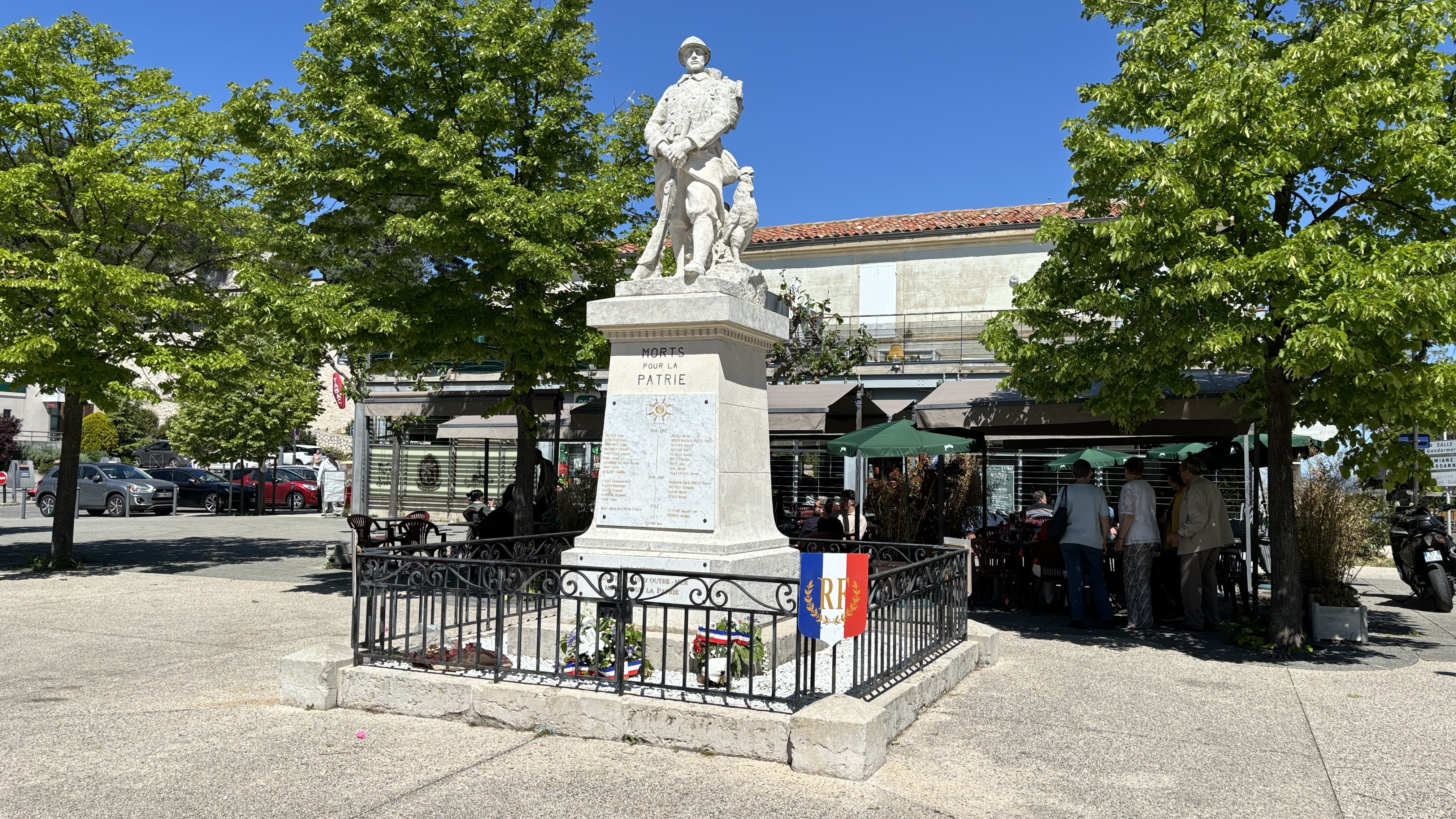
Monument aux morts
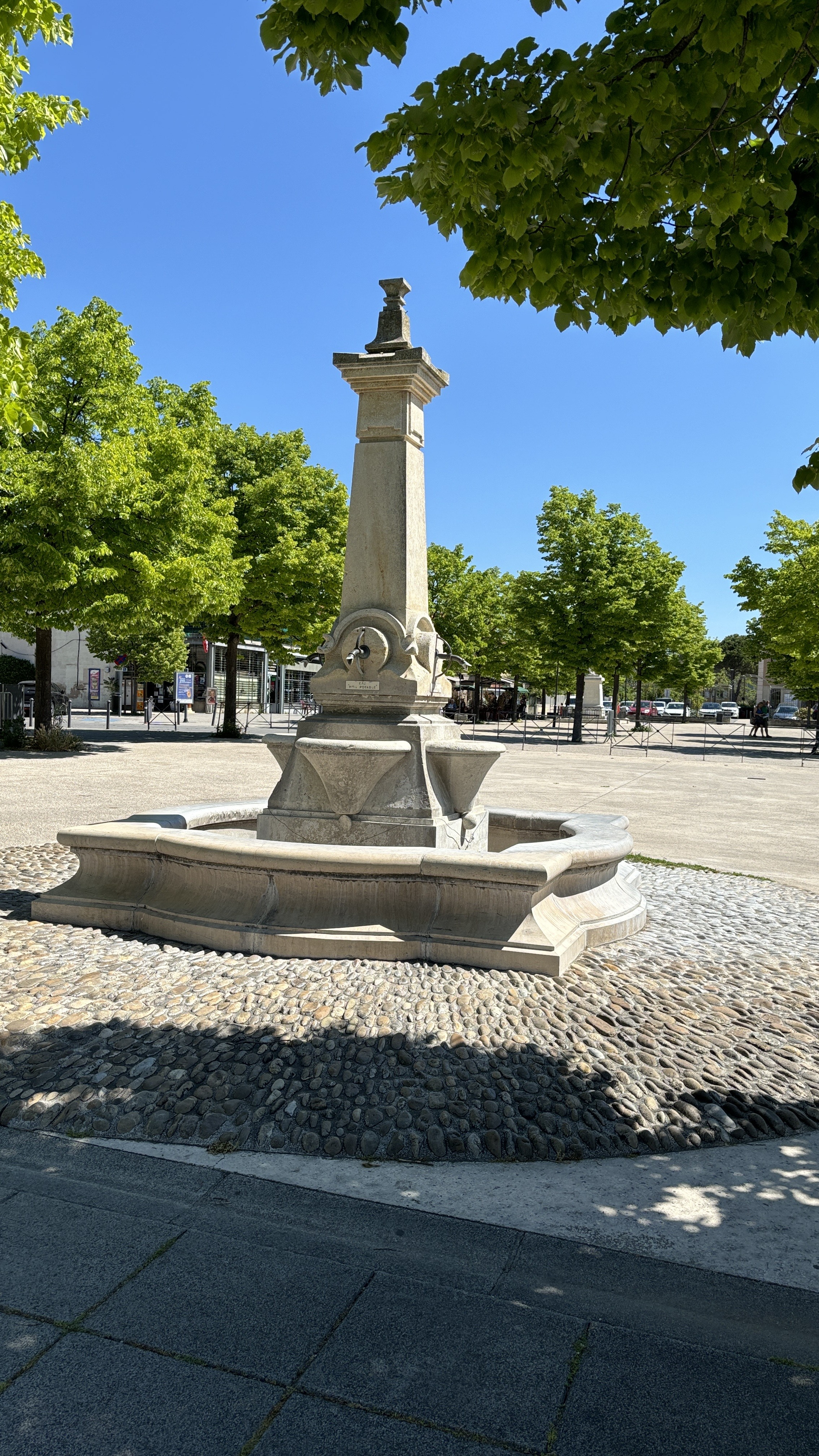
Fontaine

### Personnalités liées à la commune
Un certain nombre de personnes célèbres ont résidé à Bouc-Bel-Air :
- Joseph Autran possédait l'actuel château de la Malle, grand lieu de passage avec auberge, écuries, et même un petit théâtre.
- Alexandre Dumas vécut au château de la Malle quelque temps.
- Franz Liszt vécut également au château de la Malle quelque temps.
- André Roussin a habité depuis sa naissance La Babiole, grande bastide du XVIIe siècle, construisant des cabanes en bois. Il s'en est inspiré pour sa célèbre pièce La petite hutte. La bastide , laissée à l'abandon , fut restaurée en 1997 par Philippe Penciolelli, à qui l'on doit également le château de Montferrat (38). Un parc à l'anglaise fut aussi aménagé. On trouve dans le parc de la Babiole (classé "Ensemble Arboré Remarquable") deux platanes d'une hauteur de 48,50 mètres classés "arbres remarquables".
- Louis Chedid, adolescent, a habité Bouc-Bel-Air (voir album Boucbelair, 2001).
- Nina Simone possédait une villa dans la commune. C'est notamment là qu'elle fut arrêtée après avoir légèrement blessé un garçon de 15 ans d'un coup de pistolet à grenaille, le 25 juillet 1995.
- Jackson Richardson habitait Bouc Bel Air quand il jouait à l'OM-Vitrolles
- Virginie Dedieu habite Bouc-Bel-Air et s'est entraînée au Nautil Club Boucain.
- Christophe Maé possédait une maison dans le vieux village, derrière l'église.
- Jean-Marc Zaorski, photographe, Prix Niépce 1986, vit et travaille à Bouc-Bel-Air.
- Francis Ponge, écrivain et poète, écrit à partir de mai 1941, le texte La Mounine ou Note après coup sur un ciel de Provence, (dans La Rage de l'Expression, 1952, à la suite d'un déplacement en car entre Marseille et Aix-en-Provence. Il y est question du paysage de la Mounine et des Trois Pigeons (au Nord de Bouc-Bel-Air).

### Musique
L'auteur-compositeur-interprète Louis Chedid a écrit une chanson intitulée Bouc-Bel-Air, sur l'album Boucbelair sorti en 2001. Il l'a également reprise avec ses enfants sur la tournée et l'album Louis, Matthieu, Joseph et Anna Chedid en 2015, puis dans une version piano-voix avec Yvan Cassar sur l'album En noires et blanches en 2022.

### Héraldique
| Armes de Bouc-Bel-Air | Les armes peuvent se blasonner ainsi : D'azur à un cerf rampant d'or. Il s'agit des armes des premiers marquis de Bouc, les Seguiran, de qui les Albertas ont tenu leurs terres. |